# Inre Lomtjärnen, Norrbotten
Inre Lomtjärnen är en sjö i Piteå kommun i Norrbotten och ingår i Åbyälvens huvudavrinningsområde. Sjön har en area på 0,0907 kvadratkilometer och ligger 367,1 meter över havet. Inre Lomtjärnen ligger i Åbyälven Natura 2000-område.

## Delavrinningsområde
Inre Lomtjärnen ingår i det delavrinningsområde (727631-169757) som SMHI kallar för Utloppet av Nedre Långselet. Medelhöjden är 365 meter över havet och ytan är 4,67 kvadratkilometer. Räknas de 35 avrinningsområdena uppströms in blir den ackumulerade arean 526,45 kvadratkilometer. Avrinningsområdets utflöde Åbyälven mynnar i havet. Avrinningsområdet består mestadels av skog (79 procent). Avrinningsområdet har 0,46 kvadratkilometer vattenytor vilket ger det en sjöprocent på 9,9 procent.